# Лілія (ім'я)
Лі́лія (лат. Lilium) — жіноче особове ім'я латинського походження. Поширене в тюркських і слов'янських народів.

## Походження
Існує кілька версій появи даного імені:
- Згідно з найбільш поширеною з них, походження імені Лілія пов’язане з латинською назвою квітки лілія — «Lilium». У такому випадку, жіноче ім'я Ліліана буде спорідненим, оскільки ці імена мають спільний корінь походження (назва квітки).
- Деякі дослідники вважають, що ім’я Лілія є формою єврейського імені Ліліт, яке перекладається з івриту як «нічна тиша», «нічна». Ім'я Ліліт походить від шумерського «ліль», що означає «повітря, вітер», «дух, привид». Ім'я Ліліт дуже поширене у вірмен, які асоціюють його з жіночністю та хазяйновитістю. В цій же мові словом «ліліт» позначають вид сов.
- Ще одна версія походження вказує, що ім'я Лілія — латинізована форма біблійного імені Сусанна, яке перекладається як «біла лілія». Підтвердженням версії біблійного походження є те, що одним з епітетів Діви Марії вважають лілію — Мадонна Лілія. У християнстві квітці лілії приписують такі значення як чистота, стриманість, милість Божа.
- У татар ім'я Лілія — варіант імені Лейла, яке має арабські корені, перекладається як «темрява», «ніч». Це ім'я дуже поширене в східних країнах і значно менше в Європі.

## Використання імені

### Інше
- «Лілія» — українське видавництво, засноване в місті Хмельницький у лютому 2012 року.
- Лілія — ботанічний заказник місцевого значення в Україні, який розташований у межах Закарпатської області.
- Геральдична лілія — гербова фігура.

## Відомі носії
- Лілія Владиславівна Батюк-Нечипоренко (нар. 1971) — українська поетеса.
- Лілія Михайлівна Гриневич (нар. 1965) — українська освітня, державна та політична діячка.
- Лілія Олімпіївна Гриценко (1918—1989) — радянська актриса театру та кіно, оперна співачка.
- Лілія Дмитрівна Євстигнеєва (уроджена Журкіна; 1937—1986) — радянська акторка театру та кіно. Друга дружина актора Євгена Євстигнеєва.
- Лілія Анатоліївна Золотоноша (1963—2023) — українська поетеса, юристка, журналістка та громадська діячка.
- Лілія Кабрал (порт. Lília Cabral; нар. 1957) — бразильська акторка.
- Лілія Данилівна Лобанова (1922—1992) — українська оперна та камерна співачка.
- Лілія Остерло (нім. Lilia Osterloh; нар. 1978) — колишня американська тенісистка.
- Лілія Олександрівна Подкопаєва (нар. 1978) — українська спортсменка, олімпійська чемпіонка.
- Лілія Григорівна Пустовіт (нар. 1968) — українська модельєрка.
- Лілія Іванівна Ребрик (нар. 1981) — українська акторка та телеведуча.
- Лілія Василівна Сандулесу (нар. 1958) — українська та молдовська співачка.